# Monteleone Sabino
Monteleone Sabino är en stad och kommun i provinsen Rieti, i regionen Latium i södra Italien. Kommunen hade 1 198 invånare (2018) och gränsar till kommunerna Frasso Sabino, Poggio Moiano, Poggio San Lorenzo, Rocca Sinibalda samt Torricella in Sabina. Den sabinska staden Trebula Mutusca låg i närheten av nuvarande Monteleone Sabino.